# Oxira takamukui
Oxira takamukui är en fjärilsart som beskrevs av Matsumura 1926. Oxira takamukui ingår i släktet Oxira och familjen nattflyn. Inga underarter finns listade i Catalogue of Life.